# Wilhelm Metzger

Friedrich Wilhelm Metzger

Friedrich Wilhelm Metzger (* 9. Mai 1848 in Ketzin; † 8. November 1914 in Hamburg) war ein Klempner und Redakteur des Hamburger Echos, von 1890 bis 1914 gehörte er dem Reichstag für die SPD an.

## Leben
Metzger absolvierte ab 1862 eine Schlosserlehre in Kyritz und war anschließend als Klempnergehilfe tätig. Er wurde 1868 Mitglied des Allgemeinen Deutschen Arbeitervereins. Ab 1870 war Metzger in Hamburg tätig. 1873 war er Mitbegründer des „Zentralverbandes der Klempner Deutschlands“, den er auch leitete und Redakteur des Verbandsorgans „Der Bote“ (1873–1876). Er wurde 1877 Inhaber eines Klempner- und Mechanikergeschäfts, welches er 1884 aufgab, um sich vollständig der journalistischen Tätigkeit zuzuwenden. So war Metzger unter der Leitung von Johannes Wedde neben Otto Stolten Redakteur der Bürgerzeitung. Nach dem Verbot der Bürgerzeitung wurde Metzger 1888 Redakteur des Nachfolgeprojektes Hamburger Echo, eine Position, die er bis zu seinem Tode innehatte.
Außerdem war Metzger einige Jahre Vertrauensmann der Klempner (1881–1891) und später der Metallarbeiter. 1890 war Metzger an der Gründung der Generalkommission der Gewerkschaften Deutschlands beteiligt. 1893 wurde er wegen „Beleidigung“ des „Senats und der Bürgerschaft der Freien und Hansestadt Hamburg“ mit fünf Monaten Gefängnis bestraft. Nach ihm wurde die Wilhelm-Metzger-Straße im Hamburger Stadtteil Alsterdorf benannt.

## Reichstag
1890 wurde Metzger kurzfristig, als Ersatz für den verstorbenen Johannes Wedde, der sozialdemokratische Kandidat für den Reichstagswahlkreis Freie und Hansestadt Hamburg 3 (Geest- und Marschlande). Metzger schlug bei der Reichstagswahl 1890 am 20. Februar 1890 den bekannten Adolph Woermann mit 27.369 gegen 14.978 Stimmen. Metzger konnte diesen Sitz bis zu seinem Tod halten.